# Vlag van Zedelgem
De vlag van Zedelgem werd door de gemeenteraad op 9 oktober 1980 officieel vastgesteld als de gemeentelijke vlag van de West-Vlaamse gemeente Zedelgem. Op 24 februari 1981 werd hij door het koninklijk besluit bevestigd en uiteindelijk gepubliceerd op 2 april 1981 in het officiële Belgisch Staatsblad.
Officieel wordt de vlag beschreven als:
Geel met een rode keper, beladen met drie witte schelpen
De vlag is volledig gebaseerd op het gemeentewapen en ziet er dus helemaal hetzelfde uit.

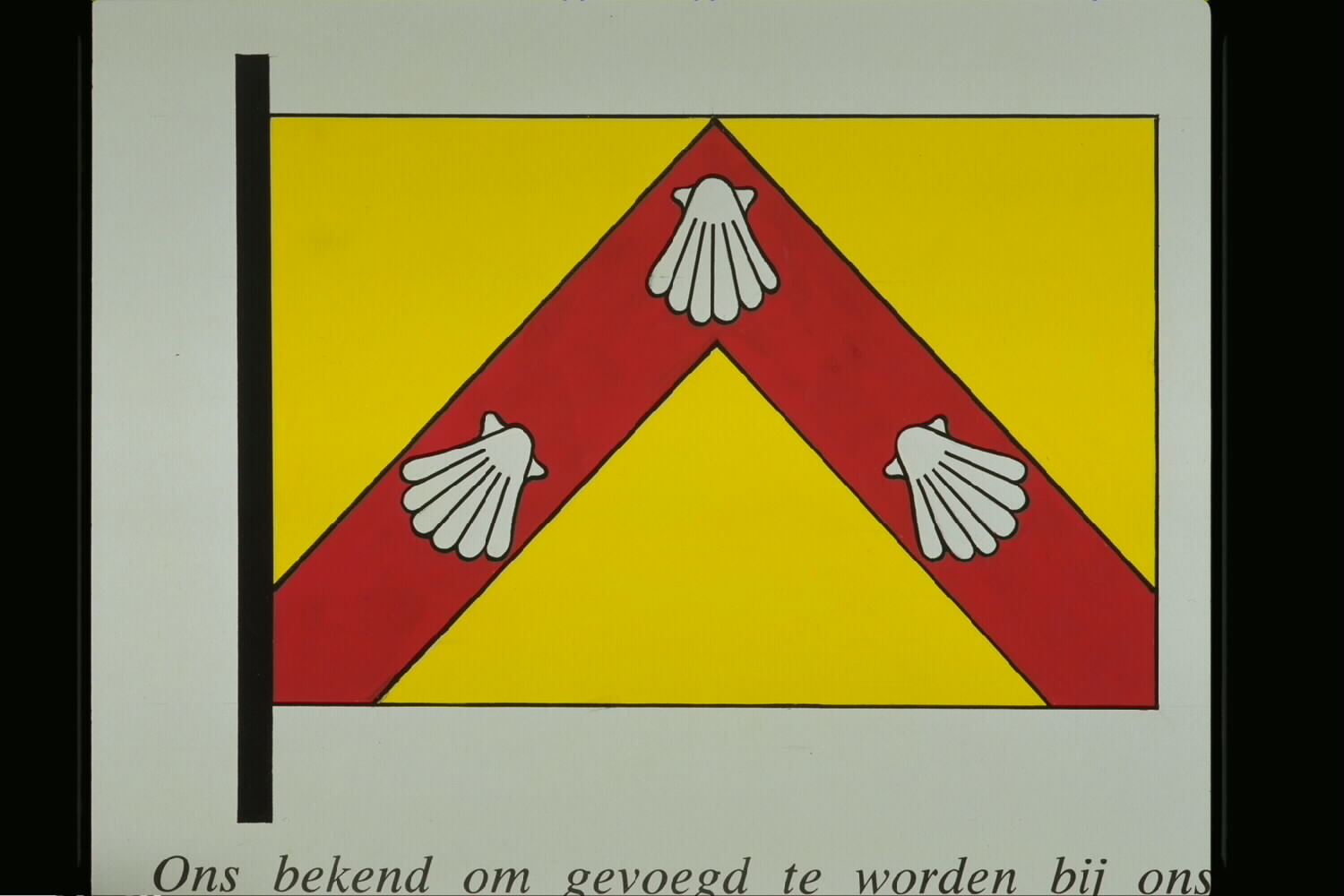
Officiële tekening van de vlag